# Staunton (nära Coleford)
Staunton är en ort i Storbritannien.   Den ligger i grevskapet Gloucestershire och riksdelen England, i den södra delen av landet, 180 km väster om huvudstaden London. Staunton ligger 121 meter över havet och antalet invånare är 793.
Terrängen runt Staunton är varierad. Runt Staunton är det ganska tätbefolkat, med 144 invånare per kvadratkilometer. Närmaste större samhälle är Coleford, 3,4 km sydost om Staunton. I omgivningarna runt Staunton växer i huvudsak blandskog.